# 程之才
程之才（1035年—？），字正輔，宋朝成都路眉州眉山县人。嘉祐進士，累官廣南東路提刑。
曾祖父程仁霸，祖父程文应。程濬的長子，程濬是苏轼母亲程氏之兄，故程之才與苏轼是表兄弟。皇祐四年（1052年），娶苏轼姐蘇八娘，故也是苏轼的姐夫，但八娘產後生病，程家卻不為之求醫，八娘十八歲時病死，這場悲劇讓蘇洵非常自責與不滿。也因此蘇軾與表弟程之元、程之邵情誼極佳，但與程之才並不融洽。在政治上，程之才属新党，支持王安石推行新法。
紹聖二年（1095年）正月，程之才為廣東提刑，居韶州，成為蘇軾的頂頭上司。程之才有意化解兩方恩怨，他㆒到惠州，不但帶著厚禮親臨嘉祐寺探望蘇軾，又請蘇軾搬回㆔司行衙合江樓居住。日後两人一起游山玩水，酬唱往来，於是蘇、程兩家又重修舊好。在程之才的鼎力相助之㆘，蘇軾在惠州推行各種益民措施。對此，蘇軾曾多次寫信向程之才表達謝意。蘇軾還在〈聞正輔表兄將至，
以詩迎之〉說：“人言得漢吏，天遣活楚囚。惠然再過我，樂哉十日留。”

## 影視作品
- 東坡家事，2015年無線電視劇集（羅浩楷 飾 程子才）